# Feminismo liberal

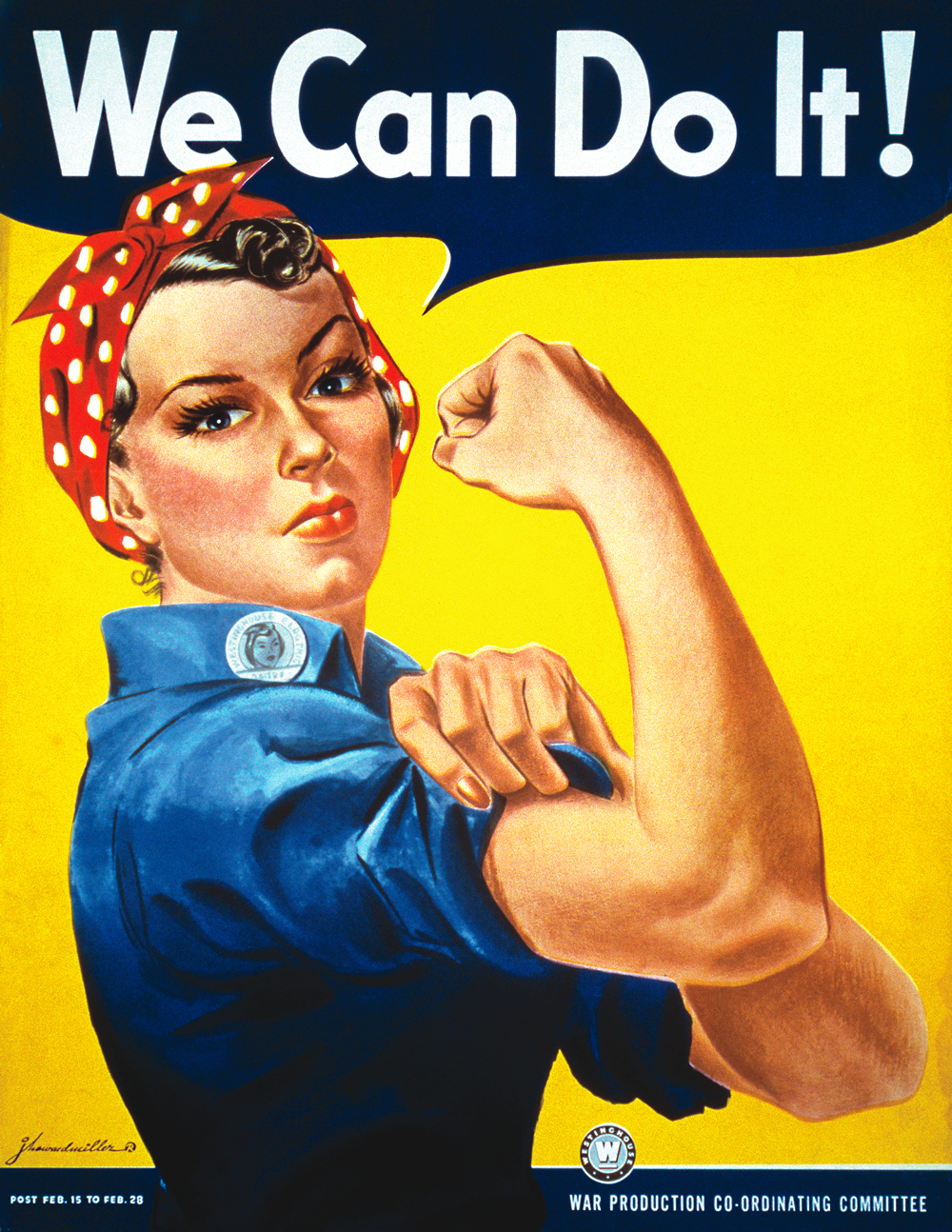
Gravura que representa o feminismo e a força da mulher na sociedade

Feminismo liberal também conhecido como Feminismo Universalista é uma forma individualista da teoria feminista, que incide sobre a capacidade das mulheres em manter a sua igualdade através de suas próprias ações e escolhas, e propõem mudanças nos sistemas jurídicos mas não mudanças nas estruturas sociais. As feministas liberais argumentam que a sociedade detém a falsa crença de que as mulheres são, por natureza, menos capazes intelectualmente e fisicamente do que os homens; assim, tendendo a discriminar as mulheres nas instituições acadêmicas, no fórum e no mercado; as feministas liberais acreditam que "a subordinação feminina está enraizada em um conjunto de restrições habituais e legais que bloqueiam a entrada das mulheres para o sucesso e na chamada esfera pública" e se esforçam para enfatizar a igualdade entre homens e mulheres através de uma reforma política e jurídica; ou seja, um reforma no sistema capitalista já seria suficiente para atingir seus objetivos.
A agenda política do feminismo liberal aborda as desigualdades do momento, as primeiras feministas liberais lutaram pelo direito ao voto e à igualdade de acesso à educação, enquanto as contemporâneas visam garantir a igualdade de oportunidades sociais, políticas econômicas, a igualdade de direitos civis e à liberdade sexual.

## Origens
O feminismo liberal teve origem no Iluminismo cuja premissa central era que a sociedade justa é aquela que resulta das livres opções de indivíduos educados e conscientes ou "iluminados".
Nos Estados Unidos, o feminismo liberal ficou quieto por quatro décadas depois de ganhar o voto em 1920. Na década de 1960, durante o movimento dos direitos civis, as feministas liberais traçaram paralelos entre a discriminação racial sistemática e discriminação sexual. Grupos como o "National Organization for Women", o "National Women's Political Caucus", e o "Women's Equity Action League" foram todos criados na época para promover os direitos das mulheres. Nos EUA, esses grupos têm trabalhado para a ratificação da Emenda de Direitos Iguais ou "Constitutional Equity Amendment", na esperança de que ela irá assegurar que homens e mulheres sejam tratados como iguais sob as leis democráticas que também influenciam esferas importantes da vida das mulheres, incluindo a reprodução, trabalho e questões de igualdade salarial. Outras questões importantes para as feministas liberais incluem, mas não estão limitadas a direitos reprodutivos e ao aborto, o assédio sexual, o voo, a educação, uma compensação justa para o trabalho, a preços módicos, os cuidados de saúde a preços acessíveis e trazer à luz a frequência da violência sexual e doméstica contra a mulher.

## Visões
Do ponto de vista liberal, a desigualdade de sexos tem origem em uma socialização com base em ideias distorcidas sobre homens e mulheres e ideias culturais que limitam a liberdade do indivíduo em viver como quiser. As soluções propostas em geral focam-se em mudar ideias e práticas culturais, a reescrita de livros usados nas escolas, reforma das leis e tornar ilegal a discriminação.

## Principais feministas liberais
- Século XVIII
  - Mary Wollstonecraft
- Século XIX
  - Harriet Taylor
  - Harriet Tubman
- Século XX
  - Bertha Lutz
  - Betty Friedan
  - Hillary Clinton[carece de fontes?]
  - Gloria Steinem
  - Rebecca Walker
  - Naomi Wolf
  - Martha Nussbaum
  - Eleanor Roosevelt
  - Beyoncé[6]

## Críticas
O feminismo liberal carece de qualquer análise histórica que explique as origens da desigualdade dos sexos ou de uma análise sociológica que a relacione com o contextos institucional mais amplo.[carece de fontes?] Em vez disso, o enfoque liberal aceita os aspectos da sociedade: o capitalismo, o militarismo, os sistemas jurídicos, a competição e a hierarquia, criticando a falta de acesso das mulheres às posições neles existentes.